# 페르소나 (사용자 경험)
페르소나(persona, 복수형 personas)는 어떤 제품 혹은 서비스를 사용할 만한 목표 인구 집단 안에 있는 다양한 사용자 유형들을 대표하는 가상의 인물이다. 페르소나는 어떤 제품이나 혹은 서비스를 개발하기 위하여 시장과 환경 그리고 사용자들을 이해하기 위해 사용되는데 어떤 특정한 상황과 환경속에서 어떤 전형적인 인물이 어떻게 행동할 것인가에 대한 예측을 위해 실제 사용자 자료를 바탕으로 개인의 개성을 부여하여 만들어진다. 페르소나는 가상의 인물을 묘사하고 그 인물의 배경과 환경 등을 설명하는 문서로 꾸며지는데 가상의 이름, 목표, 평소에 느끼는 불편함, 그 인물이 가지는 필요 니즈등으로 구성된다. 소프트웨어 개발, 가전제품 개발, 인터렉션 디자인 개발 등의 분야에서 사용자 연구의 한 방법과 마케팅 전략 수립을 위한 자료로 많이 이용되고 있다.

## 역사
1988년 앨런 쿠퍼의 저서 "《정신병원에서 뛰쳐나온 디자인》"(Inmates Are Running the Asylum)에서 페르소나의 개념이 처음 소개되었다. 페르소나는 연구의 목적으로 개발된 방법론이 아니라 실무 중심의 방법론이다. 그 독특한 효과 덕분에 90년대부터 소프트웨어 개발과 인터렉션 디자인 분야에서 점점 인기를 끌게 되었다.
앨런 쿠퍼는 1983년경에 시작한 프로젝트 개발 지원 프로그램 개발 프로젝트에서 당시 프로젝트 관리 업무를 맡고 있던 캐시라는 여성과 프로젝트 개발을 위해 일하게 되었다. 이때 그는 캐시의 역할과 행동을 흉내내어 기능성과 인터렉션 디자인 개발 과정에서 의사결정을 하는 데 이용하게 되었다. 이는 좋은 반응을 낳았고 이후 "루비"라는 비주얼 프로그래밍 언어를 개발할 때에도 "루비"라는 실제 IT업무를 담당하는 관리자를 모델로 한 가상인물을 만들어 이용하였다. 1995년에 세이전트의 고객들을 위한 인터렉션 디자인을 하면서 "척","신시아" 그리고 "랍"이라는 특정 목적을 위한 페르소나를 만들어 다양한 사용자들을 패턴화하고 이를 설명하는 데 사용하였다.

## 페르소나 방법의 이점
페르소나의 방법론의 선구자인 프루이트와 아드린에 따르면 페르소나의 사용은 제품 개발에 있어서 몇가지 중요한 이점을 가지는 연구 방법이다. 이 방법을 사용하면 복잡한 데이터나 통계자료에 의존하여 시장과 사용자를 이해하는 대신 인간의 얼굴을 가진 한 개인적 인격체로서 보다 인지적으로 가깝게 느낄 수 있게 된다. 어떤 가상적 인물이 가질 필요에 대해 생각하게 되면 디자이너는 실제 사용자들이 필요하고 느낄만한 것에 대해 보다 쉽게 이해하고 접근할 수 있게 된다. 페르소나는 브레인 스토밍이나 유스케이스 분석 혹은 기능 정의등의 개발과정에 다양하게 쓰일 수 있다. 또한 페르소나는 마케팅, 디자인, 판매등 다양한 조직간에 사용자 이해를 위한 상호소통의 도구로서 유용하게 이용할 수 있다.
1. 개발 팀 내부에서 어떤 특정하고 지속적으로 다양한 대상 사용자 그룹들의 이해를 돕는 데 쓰인다. 다양한 조사 데이터는 적절한 맥락안에서 조합되며 탄탄히 연결된 이야기 구조에서 이해되고 기억되어 개발 과정에 이용된다.
2. 어떤 특정한 사용자 페르소나에게 해결안이 얼마나 적합할지를 평가하고 또한 그렇게 만족 시키도록 유도하는 가이드의 역할을 한다. 기능들은 하나 혹은 여러 페르소나가 가지는 필요를 얼마나 만족사키는지에 따라 우선순위가 매겨질 수 있다.
3. 목표 대상의 인구학적 연구에서 만들어진 데이터에 사람의 개성을 부여함으로써 보다 인간적인 접근을 하고 동감을 느끼는 것이 가능하도록 하여 목표 대상에 보다 집중하는 데 도움이 된다.

## 같이 보기
- 행동적 타게팅
- 디지털 정체성
- 개인화
- 개인정보
- 정체성
- 유스 케이스